# Hauban (voilier)
Pour les articles homonymes, voir Hauban.

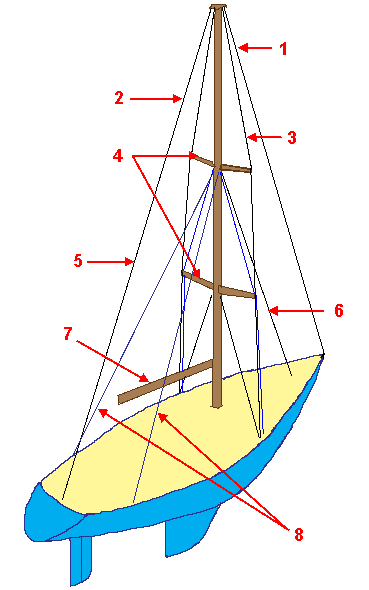
Schéma d'un gréement bermudien en tête, avec ses haubans (3).

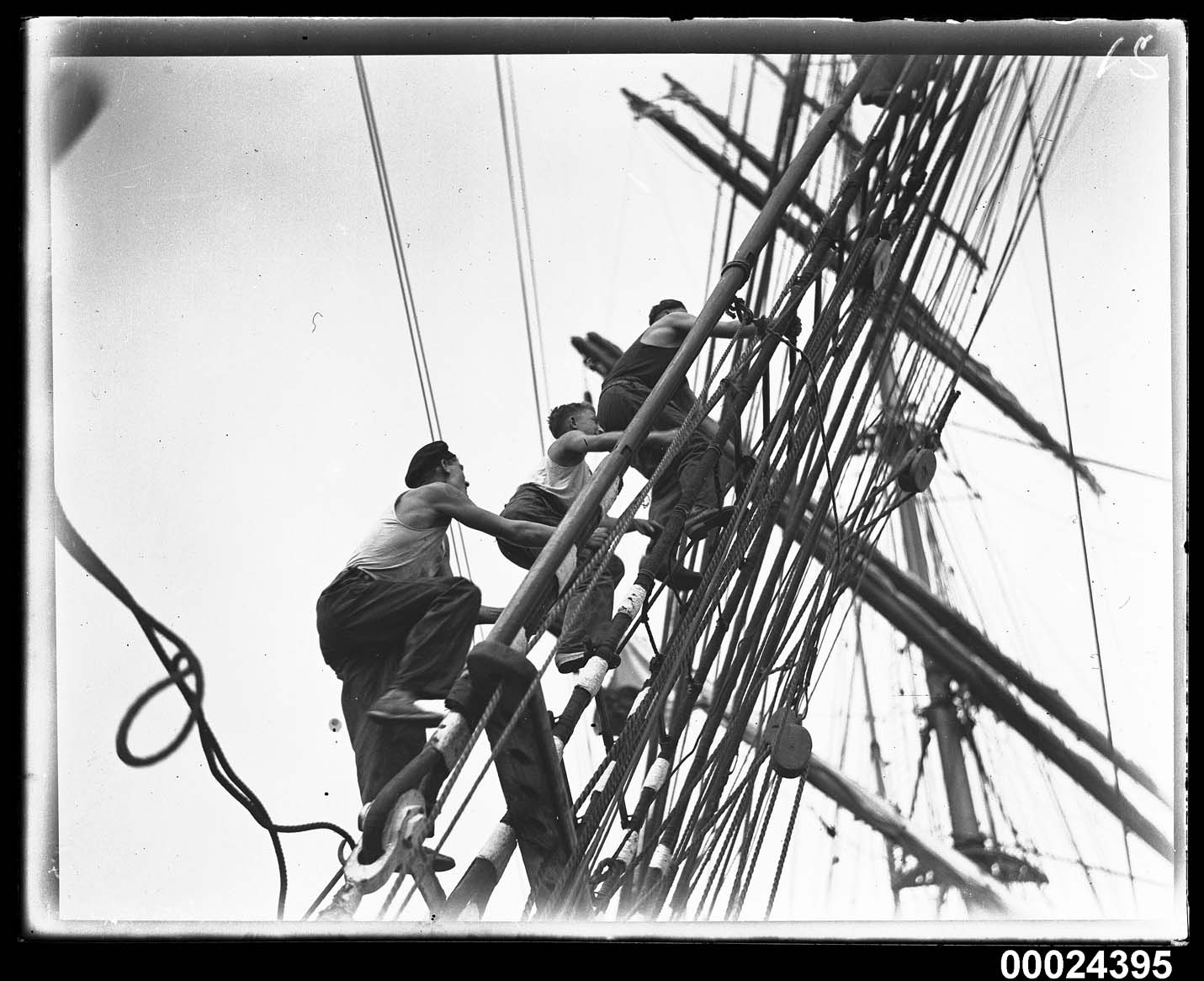
Sur les haubans du Magdalene Vinnen en 1933.

Sur un voilier, les haubans sont les câbles, fixés de part et d'autre du mât, qui maintiennent celui-ci rectiligne et dans le plan longitudinal. Fixés au sommet du mât et sur le pont du navire, ils reprennent les efforts transversaux exercés par les voiles et s'opposent à la rupture par flambement. Les haubans font partie des manœuvres dormantes.

## Gréement bermudien

### Configuration "standard"
Sur un voilier moderne doté d'un gréement bermudien, il y a généralement plusieurs haubans de chaque côté du mât : hauban / galhauban (3) , et bas-hauban (ceux attaché en milieu de mât). Une ou plusieurs barres de flèche (4), solidaires à la fois du mât et des haubans, augmentent l'angle de tire des haubans (ou corrélativement diminuent la distance entre le point d'ancrage des haubans et le pied de mât). Le hauban est fixé, d'une part au pont du navire par une cadène sur laquelle est frappé un ridoir réglable, d'autre part au mât à une hauteur variable selon le type de hauban. Le hauban est constitué traditionnellement d'un câble souple constitué de plusieurs torons ou d'un câble monotoron plus rigide, voire, sur les voiliers de compétition, d'une barre lenticulaire diminuant la trainée aérodynamique. Un embout est serti à chaque extrémité.
L'action des haubans est complétée par celle de l'étai (1) qui maintient le mât dans sa position à l'avant et par le pataras (2, 5) qui joue un rôle similaire sur l'arrière.  
Les bas-haubans sont des haubans dont le point d'attache est situé à peu près au milieu du mât et qui contribuent à empêcher le cintrage de ce dernier. Si leur point d'ancrage sur le pont est en arrière du mât, on parle de « bas-haubans arrière ». L'effort en est compensé par une paire de « bas-haubans avant ». S'ils sont sur le même plan transversal que le mât, on compense par un « bas-étai » (6) unique en avant du mât.

### Configurations particulières

#### Gréement fractionné
Les voiliers dotés d'un gréement fractionné disposent en plus d'une paire de bastaques (8) jouant un rôle intermédiaire entre le hauban et le pataras. 

#### Gréement sans haubanage
Certains voiliers légers, dériveurs ainsi que quelques voiliers de croisière expérimentaux, se passent de haubans. Leur mât est simplement fixé à la coque. Parmi les dériveurs on peut citer l'Optimist, qui est un voilier d'initiation pour les enfants. Parmi les voiliers de croisière, ce choix d'architecture est proposé par un petit nombre de constructeurs. Le mât, de très forte section, est implanté solidement dans la coque et ne nécessite donc pas d'être soutenu. La contrepartie de ce choix est que l'espar d'un poids plus élevé que la normale et situé en hauteur diminue le couple de redressement tandis que son diamètre important augmente le fardage ce qui est préjudiciable à la bonne marche du bateau sous voile. Mais c'est loin d'être aussi simple. Cette solution a aussi été utilisée sur des voiliers de course, avec des mâts-ailes basculants : l'un de leurs concepteurs juge que la suppression des haubans réduit au contraire la traînée aérodynamique du gréement.

## Gréement à voiles carrées
Les haubans sont disposés de part et d'autre du mât, toutefois il s'agit de cordages épissés et non de câbles d'acier. Les haubans reliés par des enfléchures forment des échelles utilisées par les gabiers pour monter au mât. Ils ne tiennent pas le mât sur toute sa hauteur mais par tronçon. Chaque sommet de tronçon présente une plateforme, la hune, où viennent s'ancrer les haubans.

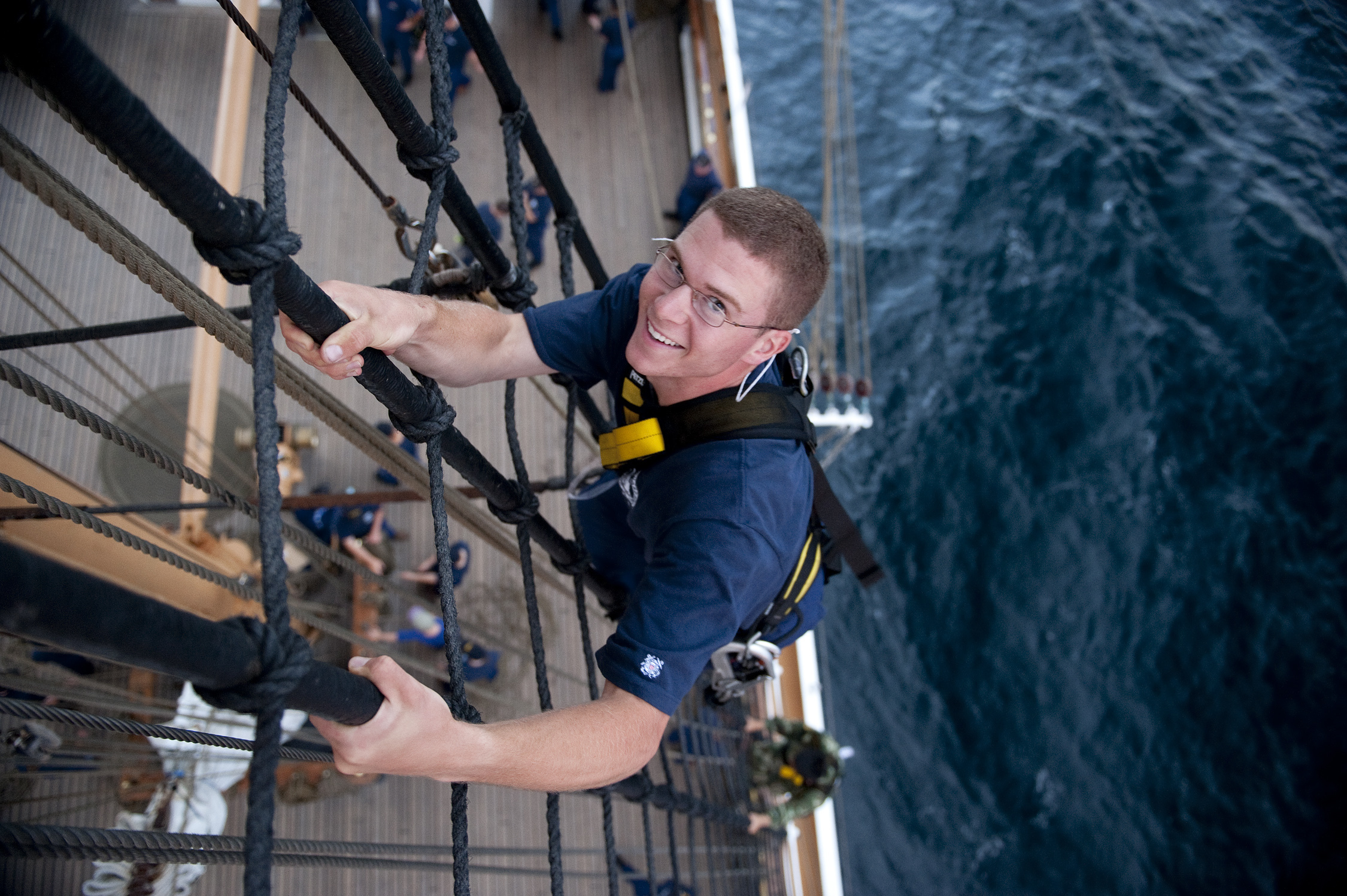
Gabier sur les haubans du.